# 투오로술트라시메노
투오로술트라시메노(이탈리아어: Tuoro sul Trasimeno)는 이탈리아 움브리아주 페루자도에 있는 코무네다. 페루자에서 북서쪽으로 25km 거리에 위치해있다.